# Francesco Lana Terzi
Francesco Lana Terzi (Bréscia, 13 de dezembro de 1631 — Bréscia, 22 de fevereiro de 1687) foi um jesuíta, matemático e naturalista italiano e precursor da aeronáutica. Foi o primeiro a conceber uma aeronave mais leve que o ar.

## O projeto do mais leve que o ar
Em 1670 Terzi publicou Prodromo ovvero saggio di invenzioni nuove all’Arte Maestra, livro em que apresentava diversas invenções, dentre as quais uma barca aérea suspensa por quatro globos de cobre, grandes, finos e vazios em seu interior. A elevação da aeronave seria propiciada pelo empuxo do ar. No seu livro parecia entusiasmado e certo da viabilidade da invenção:
Sei claramente que não errei nas minhas provas. Apresentei-as a muitas pessoas entendidas e sábias e nenhuma delas encontrou erros no meu discurso. Todos manifestaram o desejo de observarem uma experiência com uma bola que, só por si, se elevasse nos ares. De boa vontade teria efetuado essa experiência, antes de tornar pública a minha invenção, se a pobreza religiosa que professo me permitisse despender uma centena de ducados e se se visse vantagem na satisfação de tão agradável curiosidade. Peço aos leitores deste livro, a quem interesse a efetivação da referida experiência, que me comuniquem os resultados, pois se o corpo não subir facilmente, devido a qualquer erro, talvez eu lhes possa indicar o modo de o corrigir.
Não vejo outras dificuldades que possam opor-se ao êxito da minha invenção, a não ser uma, que me parece ser a maior de todas: que Deus não esteja disposto a permitir que semelhante máquina tenha êxito, na prática, para evitar muitas conseqüências que poderiam vir a perturbar o governo civil e político entre os homens.
É bem fácil de ver que nenhuma cidade estaria livre de surpresas, pois poder-se-ia levar o balão, diretamente, a qualquer hora, por cima da sua praça, pô-lo em terra e descer nela quem lá fosse. O mesmo sucederia nos lugares descobertos das casas particulares e nos navios que percorrem as águas. Também, sem descer, se poderiam incendiar esses navios com fogos de artifício, com balas e com bombas. E não só os navios, como também as casas, os castelos e as cidades, fazendo precipitar os fogos de grande altura, sem o perigo de ser molestado quem os deitasse.
Terzi estava teoricamente no caminho certo, mas na prática nenhum globo de cobre vazio pode ser leve o bastante para voar e ao mesmo tempo forte o suficiente para suportar a pressão externa da atmosfera. O físico italiano Giovanni Alfonso Borelli , considerado o Pai da Biomecânica, na obra De motu animalium, publicada postumamente em 1680, já descria do projeto de Terzi, porém sua descrença não tinha fundamentos, permanecendo a teoria de Terzi ainda válida.
Terzi foi considerado o Pai do Avião.[carece de fontes?]